# Costituzione sovietica del 1924
La Costituzione sovietica del 1924 legittimò l'unione avvenuta nel 1922 della RSSF Russa, RSS Ucraina, RSS Bielorussa e RSSF Transcaucasica per formare l'Unione delle Repubbliche Socialiste Sovietiche.
La costituzione modificò anche la struttura del governo centrale. Stabilì il Congresso dei Soviet dell'URSS come corpo supremo dell'autorità statale, con il Comitato esecutivo centrale come detentore dell'autorità nell'interim. Il Comitato Esecutivo Centrale venne diviso nel Soviet dell'Unione, che avrebbe rappresentato le repubbliche costituenti, e il Soviet delle Nazionalità, che avrebbe rappresentato gli interessi dei gruppi nazionali. Il Presidio del Comitato Esecutivo Centrale funse da presidenza collettiva. Nel periodo intercorrente le riunioni del Comitato, il Presidio supervisionava l'amministrazione governativa. Il Comitato Centrale eleggeva anche il Sovnarkom, che fungeva da braccio esecutivo del governo.